# Ensemble (coalition tchèque)
Pour les articles homonymes, voir Ensemble (homonymie).
Ensemble (en tchèque SPOLU) est une coalition de partis politiques tchèque fondée en 2020, rassemblant le Parti démocratique civique (ODS), l'Union chrétienne démocrate – Parti populaire tchécoslovaque (KDU-ČSL) et TOP 09 en vue des élections législatives de 2021.
Ces dernières sont remportées par la coalition, qui provoque une alternance en portant son dirigeant Petr Fiala au poste de président du gouvernement,.

## Résultats électoraux

### Élections législatives
| Année | Voix      | %     | Rang | Élus     | +/- | Gouvernement |
| ----- | --------- | ----- | ---- | -------- | --- | ------------ |
| 2021  | 1 493 905 | 27,79 | 1er  | 71 / 200 | Nv  | Fiala        |